# Tagesschläfrigkeit
Tagesschläfrigkeit bedeutet in Schlafforschung und Schlafmedizin „Einschlafneigung“, also die Neigung des Hirns, vom Wachsein in den Schlafzustand überzugehen. Sie ist charakterisiert durch reduzierte zentralnervöse Aktivierung (Wachheit, Daueraufmerksamkeit) mit dem Drang zum Einschlafen. Oft ist sie Folge des nicht erholsamen Schlafs.
Monotone, also reizarme Situationen begünstigen das tatsächliche Einschlafen. Der Begriff „Tagesschläfrigkeit“ ist von „Müdigkeit“ im Sinne von zu wenig Schlaf abzugrenzen. In der Schlafmedizin wird zwischen Müdigkeit und Schläfrigkeit anhand mehrerer Merkmale unterschieden, beispielsweise sind monotone Situationen bei Müdigkeit kein Schlafstimulus, aber bei Schläfrigkeit schon.

## Diagnostik bei Tagesschläfrigkeit
Zur Bestimmung der Schwere der Tagesschläfrigkeit kommen in der Schlafmedizin Instrumente der apparativen Diagnostik wie Multipler Schlaflatenztest (MSLT) und Multipler Wachbleibetest (MWT) sowie Instrumente der nichtapparativen Diagnostik wie Epworth Sleepiness Scale (ESS) und Stanford Sleepiness Scale (SSS) und viele weitere Fragebögen zum Einsatz.
Es gibt neben (MWT) und (MSLT) eine weitere Methode, Schläfrigkeit zu messen: Pupillographie. Dabei wird die Aktivität des zentralen Schlaf-/ Wachreglers im Stammhirn, dem Locus caeruleus, gemessen. Dessen Aktivität kann unmittelbar an der Pupille beobachtet werden. Diese sog. Schläfrigkeitswellen sind seit 50 Jahren bekannt und für die objektive Messung von Schläfrigkeit normiert.
Manche Verfahren erheben subjektive Einschätzungen aus aktueller oder retrospektiver Sicht, andere messen apparativ Einschlafvorgänge in definierten, reizarmen Situationen. Die Verfahren berücksichtigen also in unterschiedlichem Umfang jeweils Teilaspekte der Tagesschläfrigkeit.
Es gibt Hinweise darauf, dass Patienten mit chronischer Tagesschläfrigkeit die Fähigkeit verlieren, den Grad der eigenen Schläfrigkeit aktuell zutreffend einzuschätzen.

## Folgen der Tagesschläfrigkeit
Während sich im normalen Verlauf Wachsein, Zunahme der Schläfrigkeit, Einschlafen, Schlafen und Wachwerden von der inneren Uhr (Circadiane Rhythmik) gesteuert zyklisch wiederholen, kommt es bei Schlafstörungen zu gravierenden Veränderungen.
Bei der extremen Tagesschläfrigkeit, die in der Fachliteratur auch als „Excessive Daytime Sleepiness“ (EDS) bezeichnet wird und als Symptom von verschiedenen Schlafstörungen wie der Narkolepsie, der Idiopathischen Hypersomnie und beim Schlafapnoe-Syndrom vorkommt, besteht fortwährend die Gefahr ausbleibender, verzögerter oder falscher Reaktionen auf seltene, nicht erwartete Ereignisse und die Möglichkeit plötzlichen Abgleitens in den Schlaf (nicht nur Sekundenschlaf) mit dem damit verbundenen völligen Kontrollverlust. Die Folgen können Unfälle mit Eigen- und Fremdgefährdung sein.
Diese Gefahr ist nicht nur abstrakt, sondern wird von der Verkehrsunfallstatistik bestätigt, bei der die Fälle zusammen mit anderen schlafbedingten Unfällen anteilig enthalten sind. Für Deutschland gibt der ADAC in seinem Flyer zur Müdigkeit im Straßenverkehr an, dass eingeschlafene Fahrer für jeden vierten tödlichen PKW-Verkehrsunfall verantwortlich waren und mindestens jeder sechste schwere Verkehrsunfall, an dem ein LKW beteiligt war, von einem übermüdeten Berufskraftfahrer verursacht wurde.